# Cupa României 1974-1975
Ediția 1974-1975 a fost a 37-a ediție a Cupei României la fotbal. A fost câștigată de Rapid București, care a învins-o în finală pe Universitatea Craiova cu scorul de 2-1. Câștigătoarea ediției anterioare, Jiul Petroșani, a fost eliminată în optimi.

## Desfășurare
Toate meciurile de după faza șaisprezecimilor, exceptând finala (care a avut loc în București), s-au jucat pe teren neutru. În șaisprezecimi au participat 32 de echipe, din care făceau parte și cele din Divizia A. Dacă după 90 de minute scorul era egal se jucau două reprize de prelungiri a câte 15 minute. Dacă după prelungiri scorul era tot egal, soarta calificării se decidea la loviturile de departajare. 

## Șaisprezecimi
| Data              | Echipă gazdă           |   | Echipă oaspete      | Rezultat       |
| ----------------- | ---------------------- | - | ------------------- | -------------- |
| 13 noiembrie 1974 | Viitorul Aluniș        | – | Bihoreana Marghita  | 2:4            |
|                   | Constructorul Bistrița | – | UTA Arad            | 0:2            |
|                   | CS Botoșani            | – | Chimia Găești       | 1:0            |
|                   | Dacia Unirea Brăila    | – | Olimpia Satu Mare   | 1:0            |
|                   | Rapid                  | – | Dinamo              | 2:1            |
|                   | Sportul Studențesc     | – | Poli Timișoara      | 0:2            |
|                   | Câmpia Turzii          | – | Steagul Roșu Brașov | 4:5 d.p. i.E.  |
|                   | U Cluj                 | – | Argeș Pitești       | 5:1            |
|                   | Energia Onești         | – | U Craiova           | 1:3            |
|                   | Olimpia Giurgiu        | – | Jiul Petroșani      | 0:2            |
|                   | Știința Petroșani      | – | Oțelul              | 1:0            |
|                   | Ceahlăul               | – | Poli Iași           | 2:0            |
|                   | Rapid Piatra Olt       | – | Steaua București    | 2:6            |
|                   | FCM Reșița             | – | Chimia R Vâlcea     | 1:0            |
|                   | Gloria Reșița          | – | CFR Cluj            | 0:3            |
|                   | ASA Tîrgu Mureș        | – | Farul               | 2:1 (pen) n.V. |

## Optimi
| Data              | Oraș      | Echipă gazdă        |   | Echipă oaspete      | Rezultat  |
| ----------------- | --------- | ------------------- | - | ------------------- | --------- |
| 27 noiembrie 1974 | Brașov    | Rapid               | – | Jiul Petroșani      | 1:0       |
|                   | București | FCM Reșița          | – | Dacia Unirea Brăila | 5:3       |
|                   | Deva      | Poli Timișoara      | – | Steaua București    | 5:4 d.p.  |
|                   | Mediaș    | Steagul Roșu Brașov | – | CFR Cluj            | 2:0       |
|                   | Reghin    | Ceahlăul            | – | Bihoreana Marghita  | 2:1 (pen) |
|                   | Sibiu     | U Cluj              | – | Știința Petroșani   | 1:0       |
|                   | Suceava   | ASA Tîrgu Mureș     | – | CS Botoșani         | 3:1       |
|                   | Timișoara | U Craiova           | – | UTA Arad            | 1:0       |

## Sferturi
| Data              | Oraș      | Echipă gazdă     |   | Echipă oaspete      | Rezultat  |
| ----------------- | --------- | ---------------- | - | ------------------- | --------- |
| 11 decembrie 1974 | București | ASA Tîrgu Mureș  | – | FCM Reșița          | 1:0 (pen) |
|                   | Buzău     | Rapid            | – | Ceahlăul            | 1:0       |
|                   | Pitești   | Steaua București | – | Steagul Roșu Brașov | 5:4 (pen) |
|                   | Timișoara | U Craiova        | – | U Cluj              | 5:1       |

## Semifinale
| Data          | Oraș      | Echipă gazdă |   | Echipă oaspete   | Rezultat |
| ------------- | --------- | ------------ | - | ---------------- | -------- |
| 25 iunie 1975 | București | Rapid        | – | Steaua București | 6:5 d.p. |
|               | Ploiești  | U Craiova    | – | ASA Tîrgu Mureș  | 4:2 d.p. |

## Finala
| 12 iulie 1975 | Rapid                   | 2 – 1 (d. p.) | U Craiova         | Stadionul 23 August, București Spectatori: 60.000 Arbitru: Nicolae Rainea (Bârlad) |
| 12 iulie 1975 | 70', 100' Nicolae Manea | Cronică       | Ion Oblemenco 54' | Stadionul 23 August, București Spectatori: 60.000 Arbitru: Nicolae Rainea (Bârlad) |

| RAPID BUCUREȘTI: |                      |     |
|                  |                      |     |
| P                | Marian Ioniță        |     |
| F                | Ion Pop              |     |
| F                | Alexandru Grigoraș   |     |
| F                | Florin Marin         |     |
| F                | Octavian Niță        |     |
| M                | Iordan Angelescu 46' |     |
| M                | Stelian Marin 58'    |     |
| M                | Gabriel Petcu        |     |
| A                | Gheorghe Iordan      |     |
| A                | Alexandru Neagu 65'  |     |
| A                | Nicolae Manea        |     |
| Înlocuiri:       |                      |     |
| M                | Mircea Savu          | 46' |
| M                | Marinel Râșniță      | 58' |
| Antrenor:        |                      |     |
| Ion Motroc       |                      |     |

| UNIVERSITATEA CRAIOVA: |                     |     |
|                        |                     |     |
| P                      | Marius Purcaru      |     |
| F                      | Victor Niculescu    |     |
| F                      | Alexandru Boc       |     |
| F                      | Petre Deselnicu 62' |     |
| F                      | Cornel Berneanu 65' |     |
| M                      | Costică Ștefănescu  | 92' |
| M                      | Grigore Ciupitu     |     |
| M                      | Ilie Balaci         |     |
| A                      | Zoltan Crișan       |     |
| A                      | Ion Oblemenco       |     |
| A                      | Teodor Țarălungă    | 66' |
| Înlocuiri:             |                     |     |
| A                      | Nicolae Negrilă     | 66' |
| M                      | Lucian Strâmbeanu   | 92' |
| Antrenor:              |                     |     |
| Constantin Cernăianu   |                     |     |